# Сыдыков, Усен Сыдыкович
Усен Сыдыкович Сыдыков (кирг. Үсөн Сыдыков; 15 марта 1943, с. Кыла (Хиля), Ленинский район, Ошская область, Киргизская ССР, СССР — 28 июля 2021, Бишкек, Кыргызстан) — советский и киргизский партийный и государственный деятель. Первый секретарь Ошского обкома КП Киргизской ССР (1990—1991), и. о. руководителя, руководитель Администрации президента Киргизской Республики (2005—2006). Народный депутат СССР.

## Биография
В 1965 г. окончил Киргизский сельскохозяйственный институт имени К. И. Скрябина и заочно Алма-Атинскую высшую партийную школу.
Трудовую деятельность начал в 1965 г. агрономом в совхозе «Арал» Ленинского района Ошской области. С 1965 по 1967 гг. — в рядах Советской армии.
В 1967—1971 гг. — старший экономист, начальник планово-финансового отдела Ляйлякского районного сельскохозяйственного управления.
Затем — на партийной и советской работе:
- 1971—1975 гг. — инструктор, заведующий организационным отделом, второй секретарь Ляйлякского районного комитета КП Киргизской ССР,
- 1975—1978 гг. — председатель исполнительного комитета Ляйлякского районного совета депутатов трудящихся,
- 1978—1983 гг. — первый секретарь Базар-Коргонского районного комитета КП Киргизской ССР,
- 1983—1988 гг. — первый секретарь Кара-Суйского районного комитета КП Киргизской ССР,
- 1988—1990 гг — первый заместитель предедседателя Государственного агропромышленного комитета (Госагропрома), председатель Госагропрома — первый заместитель председателя Совета Министров Киргизской ССР,
- 1990—1991 гг. — первый секретарь Ошского областного комитета КП Киргизской ССР,
- 1990—1991 гг. — председатель Ошского областного совета,
- 1991—1992 — председатель Комиссии партийного контроля при Ошском областном комитете КП Киргизской ССР, заместитель председателя Совета республики по аграрным вопросам.

Народный депутат СССР (1989—1991). Избирался депутатом Верховного Совета Киргизской ССР 10 и 11-го созывов.
После объявления независимости Кыргызстана находился на различных руководящих позициях в сфере бизнеса и государственного управления:
- 1992—1993 гг. — торговый представитель Киргизской Республики в Казахстане,
- 1993—1994 гг. — генеральный директор Государственного производственного объединения хлебопродуктов и заготовок,
- 1994—1995 гг. — председатель АК «Кыргыз-Дан-Азык»,
- 1995—2000 гг. — депутат Собрания народных представителей Жогорку Кенеша Киргизской Республики,
- 2000—2004 гг. — заместитель председателя исполнительного комитета — заместитель исполнительного секретаря СНГ — директор департамента общего аграрного рынка, одновременно — заместитель председателя Межправительственного совета по вопросам АПК СНГ.

С 1994 г. — председатель Аграрно-трудовой партии Кыргызстана. С ноября 2004 г. — председатель исполнительного комитета созданного «Народного движения Кыргызстана».
В 2005—2006 гг. — и. о. руководителя, руководитель Администрации Президента Киргизской Республики. В 2006—2008 гг. — государственный советник президента Кыргызской Республики.
В 1995—2000 гг. являлся депутатом Жогорку Кенеша Киргизской Республики.
14 мая 2010 г. арестован в г. Ноокат в связи с обвинениями в организации контрреволюционных выступлений на юге республики. По каналам СМИ была распространена запись его телефонных переговоров со сторонниками свергнутого президента К. Бакиева по взятию власти в Оше, Джалал-Абаде и Баткене. 2 июля 2010 г. судом переведен под домашний арест.

## Семья
Был женат, воспитал двух дочерей и сыновей. В октябре 2020 г. его сын, Бактыбек, был назначен на должность председателя правления ОАО «Международный аэропорт "Манас"».

## Награды и звания
Награждён орденом «Трудового Красного Знамени» и медалью «За трудовую доблесть».

## Примечание
1. 1 2 3  У государственного советника президента Кыргызстана Усена Сыдыкова сегодня день рождения. 24.kg (15 марта 2007). Дата обращения: 14 августа 2023. Архивировано 15 августа 2023 года.
2. ↑  Под домашним арестом скончался экс-глава администрации президента Кыргызтана некогда всесильный ошмяк Усен Сыдыков. centrasia.org. Дата обращения: 14 августа 2023. Архивировано 2 апреля 2023 года.
3. 1 2  Общество; Экономика; Президент; Парламент; Политика. Официальный некролог в связи с кончиной госдеятеля КР Усена Сыдыкова. Новости Кыргызстана - КНИА «Кабар». Дата обращения: 14 августа 2023. Архивировано 14 августа 2023 года.
4. ↑  Сын советника экс-президента Бакиева вновь возглавил все аэропорты Киргизии. Новости России, СНГ и мира - ИА REGNUM. Дата обращения: 14 августа 2023. Архивировано 14 августа 2023 года.